# Bashir Asgari Babajanzadeh

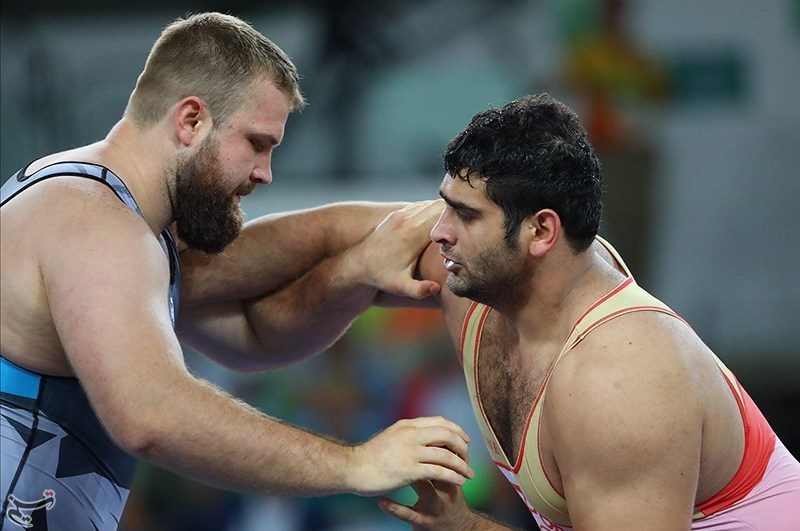
Bashir Babajanzadeh vs Eduard Popp

Bashir Asgari Babajanzadeh (persisch بشیر عسگرى باباجان‌زاده  ; * 9. August 1989 in Babol) ist ein iranischer Ringer. Er gewann bei der Weltmeisterschaft 2011 eine Bronzemedaille im griechisch-römischen Stil im Schwergewicht.

## Werdegang
Bashir Asgari Babajanzadeh begann als Jugendlicher im Jahre 1997 mit dem Ringen. Er konzentriert sich dabei auf den griechisch-römischen Stil. Er gehört dem Ringerclub Zeed WC Babol an und wurde seit 2000 von Sayed Hashemi Mirzadeh trainiert. Er ist Sportstudent. Bei einer Größe von 1,85 Metern ringt er schon seit seiner Juniorenzeit im Schwergewicht, der Gewichtsklasse bis 120 kg Körpergewicht.
Seinen ersten Erfolg auf der internationalen Ringermatte feierte er im Jahre 2006, als er Asienmeister bei den Junioren (Cadets) in der Gewichtsklasse bis 100 kg Körpergewicht wurde. Im Jahre 2007 kam er bei der Junioren-Weltmeisterschaft in Antalya im Schwergewicht auf den 7. Platz. Er verlor dabei nach zwei gewonnenen Kämpfen gegen Ricardo Melz aus Deutschland. Sehr erfolgreich war er im Jahre 2008. Zunächst wurde er Asienmeister bei den Junioren und dann gewann er bei der Junioren-Weltmeisterschaft in Istanbul im Schwergewicht eine Silbermedaille. Er besiegte dabei u. a. Soslan Farnijew aus Russland und Sebastian Lönnborn aus Schweden. Den Finalkampf verlor er gegen Rıza Kayaalp aus der Türkei, der in den folgenden Jahren einer seiner Hauptkonkurrenten bei den internationalen Meisterschaften werden sollte. 2008 leistete Bashir Babajanzadeh seinen Militärdienst ab und konnte deshalb auch bei der Militär-Weltmeisterschaft in Split teilnehmen. Bei dieser ersten internationalen Meisterschaft im Seniorenbereich belegte er hinter Oleksandr Tschernezkyj aus der Ukraine, aber vor Mindaugas Mizgaitis aus Litauen und Iossif Tschuhaschwili aus Belarus einen hervorragenden 2. Platz.
2009 wurde er in Manila Asienmeister bei den Junioren und gewann auch bei der Junioren-Weltmeisterschaft in Ankara mit dem 3. Platz wieder eine Medaille. Er besiegte dort u. a. Eduard Popp aus Deutschland, verlor aber im Halbfinale wieder gegen Rıza Kayaalp. Im Jahre 2010 kam er bei keinen internationalen Meisterschaften zum Einsatz. Im Jahre 2011 wurde er dann in Taschkent erstmals Asien-Meister bei den Senioren. Im Finale bezwang er dabei den Chinesen Meng Qiang. Der bisher wertvollste Medaillengewinn seiner Laufbahn gelang ihm dann bei der Weltmeisterschaft 2011 in Istanbul. Er gewann dort im Schwergewicht eine WM-Bronzemedaille, die ihm gleichzeitig die Startberechtigung bei den Olympischen Spielen 2012 in London einbrachte. Er besiegte in Istanbul Schota Gogischwanidse aus Georgien, Iossif Tschuhaschwili und Alexander Anutschin aus Russland, verlor im Viertelfinale gegen Mijaín López aus Kuba und erkämpfte sich diese Bronzemedaille schließlich in der Trostrunde mit Siegen über Johan Eurén, Schweden und Lukasz Banak, Polen.
Bei den Olympischen Spielen in London besiegte Bashir Asgari Babajanzadeh Ali Nadhim Salman aus dem Iran und Juri Patrikejew, einen ehemaligen mehrfachen Europameister und Bronzemedaillengewinner von den Olympischen Spielen in Peking aus Armenien, verlor dann aber gegen Johan Eurén, den er bei der Weltmeisterschaft des vergangenen Jahres noch besiegt hatte. Da Euren das Finale nicht erreichte, schied er aus und belegte den 7. Platz. Ein kleines Trostpflaster für ihn war dann zwei Monate später der Sieg bei der Universitäten-Weltmeisterschaft in Kuortane/Finnland. Dort siegte er vor Alichan Ayubow, Russland.

## Internationale Erfolge
| Jahr | Platz | Wettbewerb                                 | Gewichtsklasse | Ergebnisse |
| 2006 | 1.    | Asien-Meisterschaft d. Junioren (Cadets)   | bis 100 kg     | vor Murat Ramonow, Kirgisistan und Hiroki Fukuda, Japan |
| 2007 | 4.    | Welt-Cup in Antalya                        | Schwer         | hinter Oleksandr Tschernezkyj, Ukraine, Dremiel Byers, USA und İsmail Güzel, Türkei |
| 2007 | 7.    | Junioren-WM in Peking                      | Schwer         | nach Siegen über Orlando Ramirez, Mexiko und Suchbat Chagijiew, Usbekistan und einer Niederlage gegen Ricardo Melz, Deutschland                                                                                    |
| 2008 | 1.    | Asien-Meisterschaft der Junioren           | Schwer         | vor Abdumalik Sartbajew, Kasachstan, Kim Yong-min, Südkorea und Murat Ramonow |
| 2008 | 2.    | Junioren-WM in Istanbul                    | Schwer         | nach Siegen über Soslan Farnijew, Russland, Sebastian Lönnborn, Schweden und Cesar Faghian, Rumänien und einer Niederlage gegen Rıza Kayaalp, Türkei                                                               |
| 2008 | 2.    | Militär-WM in Split                        | Schwer         | hinter Oleksandr Tschernezkyj, vor Mindaugas Mizgaitis, Litauen und Iossif Tschuhaschwili, Belarus |
| 2009 | 3.    | Yadegar-Imam-Cup in Qom                    | Schwer         | hinter Mohsen Beshinji, Iran und Emin Öztürk, Türkei |
| 2009 | 1.    | Asien-Meisterschaft der Junioren in Manila | Schwer         | vor Murat Ramonow, Hwang Jong-won, Südkorea und Rakesh, Indien |
| 2009 | 3.    | Junioren-WM in Ankara                      | Schwer         | nach Siegen über Igor Didyk, Ukraine, Eduard Popp, Deutschland, einer Niederlage gegen Rıza Kayaalp und einem Sieg über Schota Gogischwanidse, Georgien                                                            |
| 2010 | 6.    | Welt-Cup in Jerewan                        | Schwer         | Sieger: Juri Patrikejew, Armenien vor Rıza Kayaalp |
| 2011 | 2.    | „Vehbe-Emre“-Memorial in Istanbul          | Schwer         | hinter Rıza Kayaalp, vor Attila Güzel und Heiki Nabi, Estland |
| 2011 | 5.    | Welt-Cup in Minsk                          | Schwer         | hinter Rıza Kayaalp, Nurmachan Tinalijew, Kasachstan, Iossif Tschuhaschwili und Iwan Iwanow, Bulgarien |
| 2011 | 1.    | Asien-Meisterschaft in Taschkent           | Schwer         | vor Meng Qiang, Volksrepublik China, Ali Nadin Salman, Irak und Murat Ramonow |
| 2011 | 7.    | Golden-Grand-Prix in Baku                  | Schwer         | Sieger: Rıza Kayaalp vor Mihály Deák Bárdos, Ungarn |
| 2011 | 2.    | „Wladiyslaw-Pytlasinski“-Memorial in Radom | Schwer         | hinter Ismail Güzel, vor Iossif Tschuhaschwili und Dremiel Byers |
| 2011 | 3.    | WM in Istanbul                             | Schwer         | nach Siegen über Schota Gogischwanidse, Georgien, Iossif Tschuhaschwili und Alexander Anutschin, Russland, einer Niederlage gegen Mijaín López, Kuba und Siegen über Johan Eurén, Schweden und Lukasz Banak, Polen |
| 2011 | 7.    | FILA-Test-Turnier in London                | Schwer         | Sieger: Rıza Kayaalp vor Xenofon Koutsioubas, Griechenland |
| 2012 | 1.    | Yadegar-Imam-Cup in Qom                    | Schwer         | vor Amir Ghasemi Monjazi, Iran und Attila Güzel, Türkei |
| 2012 | 3.    | Welt-Cup in Saransk                        | Schwer         | hinter Rıza Kayaalp und Kim Yong-min, Südkorea |
| 2012 | 7.    | OS in London                               | Schwer         | nach Siegen über Ali Nadhim Salman, Irak und Juri Patrikejew und einer Niederlage gegen Johan Magnus Eurén |
| 2012 | 1.    | Universitäten-WM in Kuortane/Finnland      | Schwer         | vor Alichan Ayubow, Russland, Kamil Blonski, Polen und Xu Longsheng, China |

## Erläuterungen
- alle Wettkämpfe im griechisch-römischen Stil
- OS = Olympische Spiele, WM = Weltmeisterschaft
- Schwergewicht, Gewichtsklasse bis 120 kg Körpergewicht